# 銅鑼湾書店

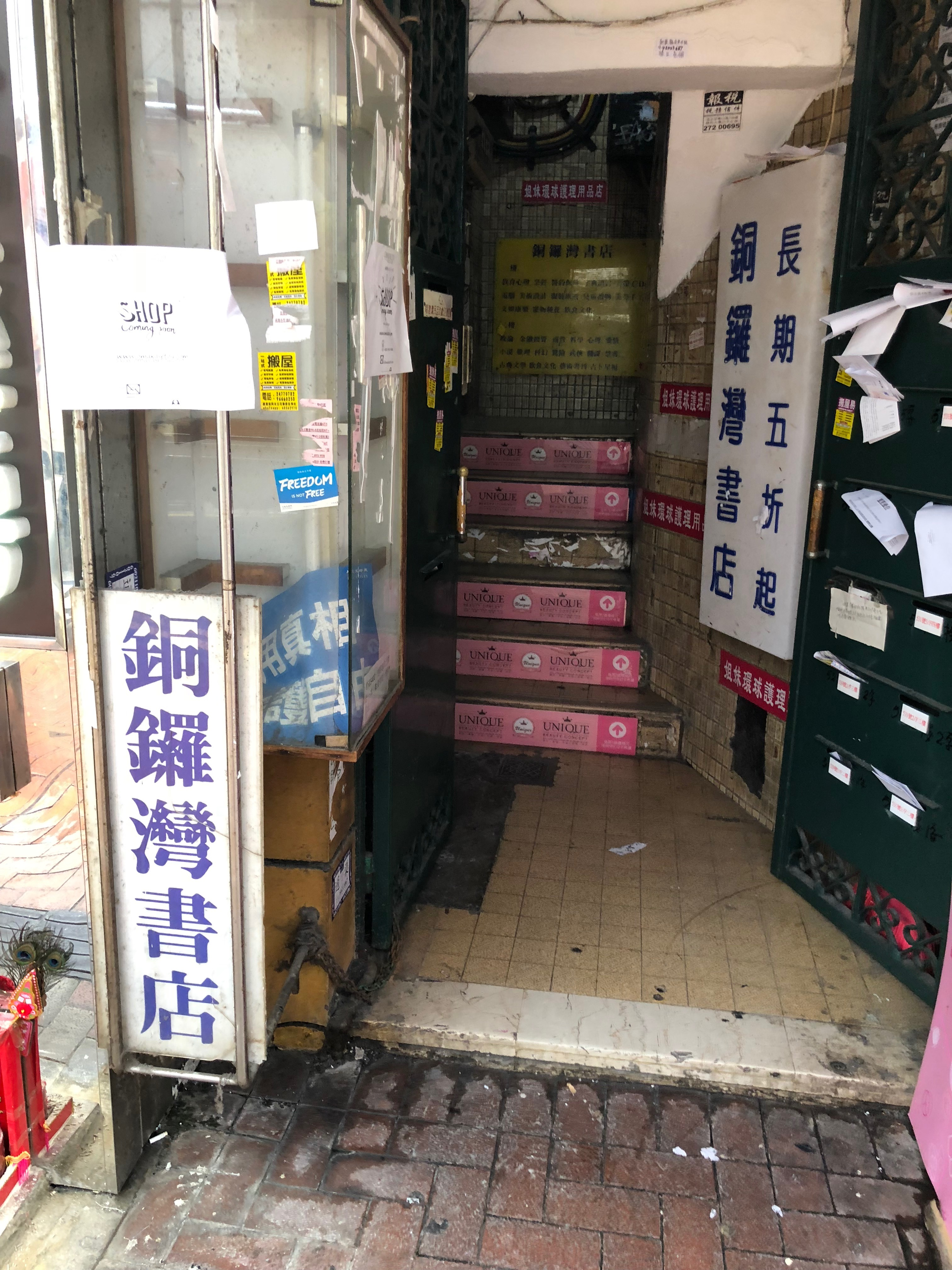
香港銅鑼湾書店外観

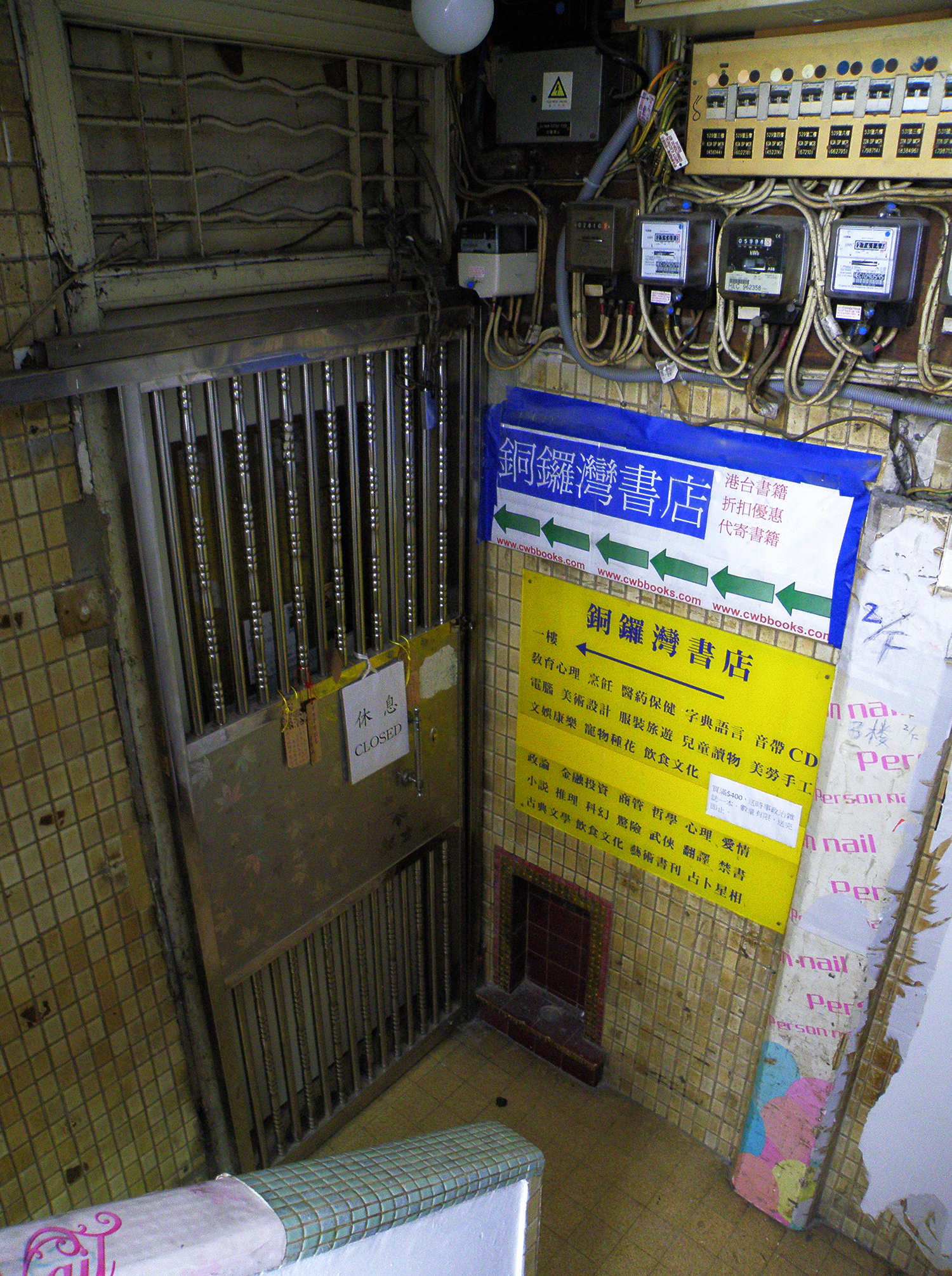
香港銅鑼湾書店入口

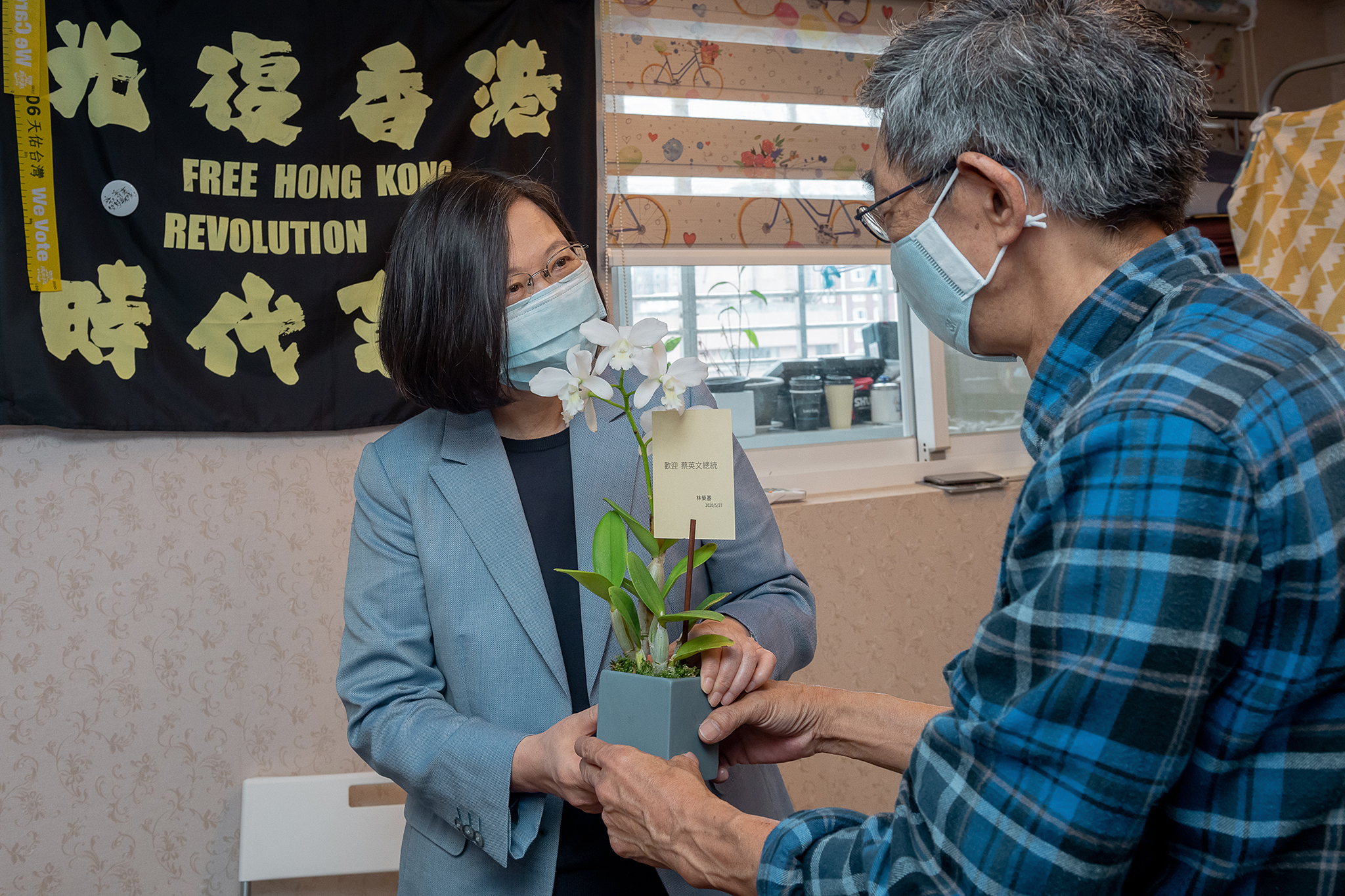
台北の店舗を訪問した総統の蔡英文（2020年5月29日）

銅鑼湾書店（どらわんしょてん、トンローワンしょてん、英語: Causeway Bay Books）とは、かつて香港の銅鑼湾に存在した書店。1994年創業。いわゆる「禁書」と呼ばれる中国本土政府への批判的な本を扱い、2015年に店長と株主らの計5名が相次ぎ失踪し話題となった。関係者の失踪後、倉庫などにあった在庫を含む4万冊以上の書籍が破棄され、同店は事実上の営業停止の状況となった。この事件は、銅鑼灣書店股東及員工失蹤事件または銅鑼湾書店事件と称された。
その後、現在台湾に滞在中の元店長の林栄基が、台湾での営業再開を目指してクラウドファンディングで開業資金を募り、台北市に2020年4月25日再オープン。台北での開業直前には経営者が赤いペンキを浴びせられる妨害に遭った。これは中華統一促進党の関係者であるとの疑いがもたれている。

## 中国当局による拘束
2015年10月、中国共産党に批判的な本を出版、販売していた本書店の店長・林栄基を始め4名が相次いで失踪した。それから8カ月後、行方不明になった関係者は中国当局によって拘束されていたことが判明。林栄基は2016年6月に保釈された際、香港に戻って顧客データの入ったパソコンを持参して深圳に戻るよう中国当局より要求されたが、帰宅後は中国本土に戻らず香港にとどまった。

## 2回目の拘束
2018年1月、書店親会社の大株主、桂民海が再度拘束された。桂民海はスウェーデン国籍で、当時は同国の外交官2人が同行していたが、浙江省寧波から北京のスウェーデン大使館に向かう列車の中で、私服警官約10人に連行されたという。

## 王立強の告発
2019年11月に王立強事件が発生した。
中国共産党スパイでオーストラリアに亡命した王立強は、銅鑼湾の書店経営者である李波の誘拐への関与を暴露した。香港の反体制派に対するサイバー攻撃への関与にも言及した。 中国共産党が李博を誘拐したのは、書店が『習近平と六人の女(原書:習近平和他的六個女人)』など中国共産党を怒らせる本を販売していたからだという。

## 失踪者
| 氏名   | 失踪当時の年齢 | 国籍              | 所属                                                     | 事件                                           |
| ------ | -------------- | ----------------- | -------------------------------------------------------- | ---------------------------------------------- |
| 呂波   | 45歳           | 中国（香港）      | 「マイティ・カレント・メディア」ゼネラル・マネージャー。 | 2015年10月15日に深圳市で行方不明。             |
| 張志平 | 32歳           | 中国（香港）      | 「マイティ・カレント・メディア」ビジネス・マネージャー。 | 2015年10月15日に東莞市で所在確認後、行方不明。 |
| 桂民海 | 51歳           | スウェーデン      | 「マイティ・カレント・メディア」オーナー。               | タイ滞在中の2015年10月17日に失踪。             |
| 林栄基 | 60歳           | 中国（香港）      | 「銅鑼湾書店」店長。                                     | 2015年10月23日に香港で所在確認後、行方不明。   |
| 李波   | 65歳           | 中国（香港） 英国 | 「銅鑼湾書店」株主で英国籍。                             | 2015年12月30日に香港で失踪。                   |